# Лопино (Смоленская область)
Лопино — деревня в Смоленской области России, в Кардымовском районе. Входит в состав Тюшинского сельского поселения.
Расположена в центральной части области в 18 км к югу от Кардымова, на левом берегу реки Большой Вопец, в 4 км к северу от деревни станция Приднепровская на железнодорожной ветке Смоленск-Сухиничи. Население — 5 жителей (2007 год). Входит в состав Тюшинского сельского поселения.

## История
До 1859 года деревня была казённой деревней при реке Большой вопец, 36 дворов, 380 жителей. В 1904 году деревня входит в состав Спасской волости Смоленского уезда, 110 дворов, 736 жителей. Самая большая деревня в составе волости.

## Население
| 2007 |
| ---- |
| 5    |

## Достопримечательности
- Могила политического каторжанина моряка Полуэктова Е. М., участника восстания матросов 1912 года. (1924, объектов культурного наследия[1])
- 4 кургана а возле деревни. Раскопаны В. И. Сизовым в 1880-е годы. Часть находок хранится в Государственном историческом музее.[2].